# Dave Lombardo

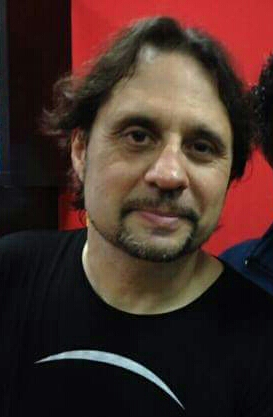
Dave Lombardo (2014)

David „Dave“ Lombardo (* 16. Februar 1965 in Havanna, Kuba) ist ein US-amerikanischer Musiker kubanischer Abstammung. Er ist hauptsächlich als ehemaliger Schlagzeuger der Thrash-Metal-Band Slayer und ehemaliger Tour-Drummer von Testament bekannt. Er spielt u. a. mit und bei den Bands Fantômas, Grip Inc., Suicidal Tendencies, Dead Cross, Mr. Bungle, und den Misfits.

## Leben
Das Schlagzeugspiel brachte sich Dave autodidaktisch bei. Berühmt wurde Dave Lombardo aufgrund seines präzisen und schnellen Stils bei Slayer. Nachdem er sich sein erstes Doublebass-Kit zusammengestellt hatte, ließ er sich vom befreundeten Schlagzeuger Gene Hoglan Tipps geben, wie er mit der Doublebass richtig umzugehen lernt.
Neben seiner früheren Tätigkeit für Slayer spielt Lombardo neben Mike Patton (Faith No More) und Buzz Osborne (The Melvins) auch in der Band Fantômas. Als Drummer der Thrash-Metal-Band Grip Inc. veröffentlichte er zusammen mit Gitarrist Waldemar Sorychta und Sänger Gus Chambers seit 1995 vier Alben.
Zusammen mit DJ Spooky veröffentlichte er 2005 das Album Drums of Death, auf dem unter anderem Chuck D und Dälek Gastauftritte haben. Außerdem hatte er diverse Gasteinspielungen als Schlagzeuger auf mehreren Alben des finnischen Cellisten-Quartetts Apocalyptica.
Am 30. Mai 2013 wurde seitens Slayer bekannt gegeben, dass Lombardo künftig von Paul Bostaph abgelöst werde.
Zunächst widmete sich Lombardo nun in Vollzeit seinem Projekt PHILM mit dem Gitarristen Garry Nestler und dem Bassisten Pancho Tomaselli. Bereits im Mai 2012 hatten die Musiker ihr Debütalbum "Harmonic" veröffentlicht. Im September 2014 erschien das zweite Album "Fire From The Evening Sun". Nach einem Streit verließ er die Band Anfang 2016.

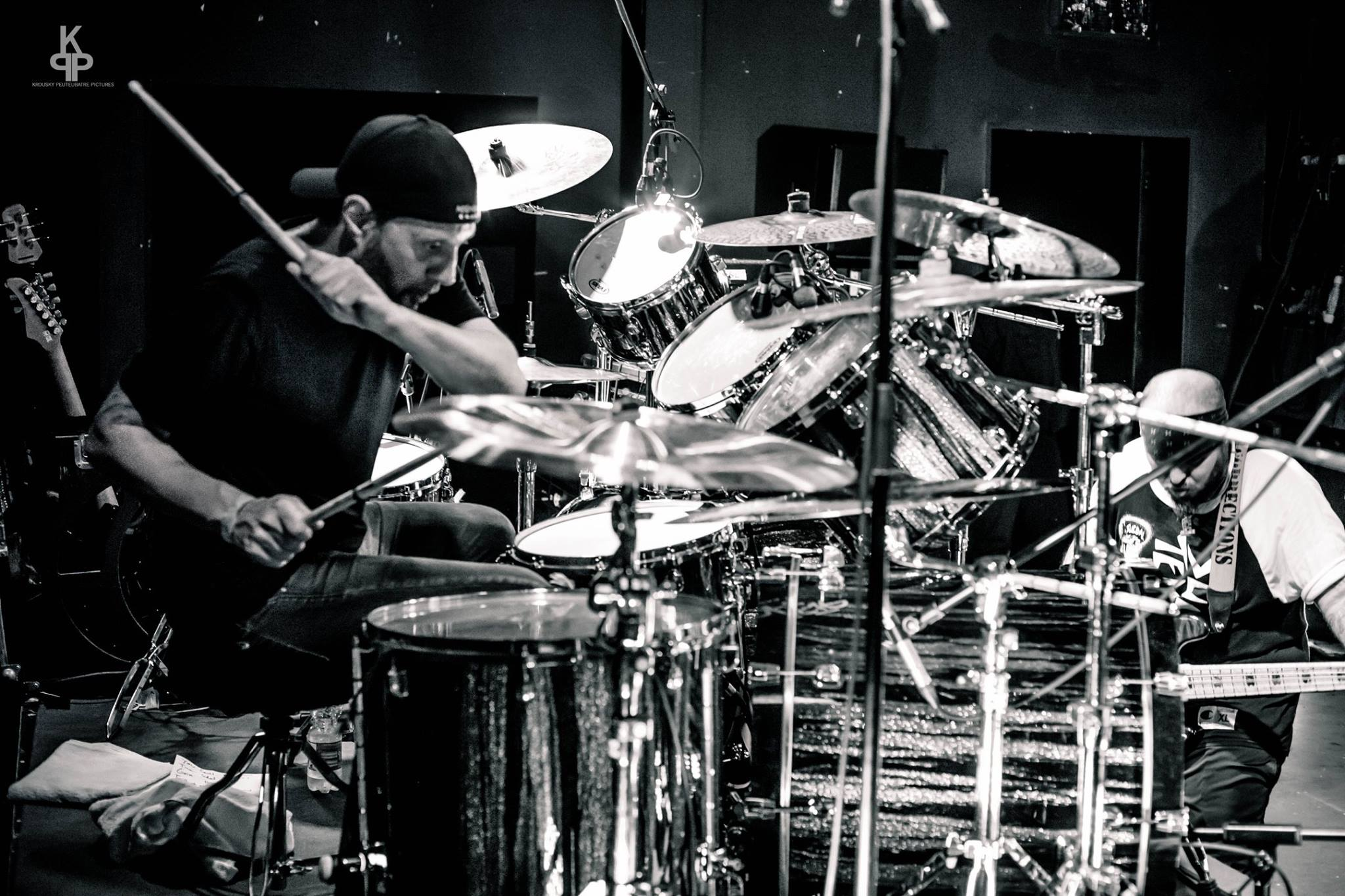
Dave Lombardo (2016)

Am 20. Februar 2016 gaben Suicidal Tendencies bekannt, dass Lombardo als Drummer auf ihrer US-Tour mit Megadeth, als auch bei der im Mai des gleichen Jahres folgenden Europatournee einspringen werde. Am 15. Mai veröffentlichten Suicidal Tendencies schließlich ein Video, das Lombardo bei Studioaufnahmen zu ihrem 2016er Album "World Gone Mad" zeigt. Dies wurde allgemein als Zeichen gedeutet, dass Lombardo ab diesem Zeitpunkt ein festes Mitglied der Band sei, was sich kurze Zeit später bestätigte, als er auf der offiziellen Homepage von Suicidal Tendencies als Bandmitglied geführt wurde. 2016 listete ihn der Rolling Stone auf Rang 47 der 100 größten Schlagzeuger aller Zeiten. Seit der Wiedervereinigung mit Original-Sänger Glenn Danzig im Jahr 2016 trommelt Dave Lombardo außerdem bei den Horrorpunk-Pionieren Misfits. Anfang März 2022 wurde bekanntgegeben, dass Dave Lombardo für Testament spielt, was aber schon ein Jahr später aufgrund seiner vielfachen Engagements wieder beendet wurde.
Lombardo ist verheiratet und Vater von zwei Kindern.

## Diskografie

### MitSlayer
- 1983 – Show No Mercy
- 1984 – Haunting the Chapel (EP)
- 1984 – Live Undead (Live)
- 1985 – Hell Awaits
- 1986 – Reign in Blood
- 1988 – South of Heaven
- 1990 – Seasons in the Abyss
- 1991 – Decade of Aggression (Live)
- 2003 – Soundtrack to the Apocalypse (Box)
- 2004 – Still Reigning (Live-DVD)
- 2006 – Eternal Pyre (EP)
- 2006 – Christ Illusion
- 2009 – World Painted Blood

### MitSuicidal Tendencies
- 2016 – World Gone Mad

### MitFantômas
- 1999 – Fantômas (auch bekannt als Amenaza Al Mundo)
- 2001 – The Director's Cut
- 2002 – Millennium Monsterwork 2000 (mit The Melvins)
- 2004 – Delìrium Còrdia
- 2005 – Suspended Animation

### MitGrip Inc.
- 1995 – Power of Inner Strength
- 1997 – Nemesis
- 1999 – Solidify
- 2004 – Incorporated

### MitApocalyptica
- 2003 – Reflections (bei Prologue, No Education, Somewhere Around Nothing, Resurrection und Cortège)
- 2005 – Apocalyptica (bei Betrayal / Forgiveness)
- 2007 – Worlds Collide (bei Last Hope)
- 2010 – 7th Symphony (bei 2010)

### MitJohn Zorn
- 1999 – Taboo and Exile
- 2000 – Xu Feng

### Solo
- 2023: Rites of Percussion

### Sonstiges
- 1994 – Voodoocult (mit Phillip Boa) – Jesus Killing Machine
- 1999 – Testament – The Gathering
- 1999 – Lorenzo Arruga, Dave Lombardo & Friends – Vivaldi: The Meeting
- 2005 – DJ Spooky vs. Dave Lombardo – Drums of Death
- 2023 – Empire State Bastard – Rivers of Heresy

## Equipment
Drum-Setup von 2009/2010, ungefähr seit den Aufnahmen zum Slayer-Album World Painted Blood:
- ddrum USA Custom (Maple, "World Painted Blood"-Finish)
- 24"x18" Bass Drum (x2)
- 14"x6" Stahlkessel-Snaredrum
- Toms: 10"x10", 12"x10", 13"x11" & 14"x12"
- Floortoms: 18"x16" & 20"x16"

- Felle: Evans
  - Toms Schlagfelle: G2
  - Toms Resonanzfelle: G1
  - Snare Schlagfell: ST-Dry-Coated
  - Snare Resonanzfell: Hazy-300
  - Bassdrum Schlagfelle: EQ3
  - Bassdrum Resonanzfelle: EQ1

- Sticks: Pro-Mark

- Paiste Cymbals
  - 18" 2002 Novo-China
  - 16" Rude-Crash-Ride
  - 18" Rude-Crash-Ride
  - 20" Rude-Crash-Ride
  - 22" Signature-Series-Power-Ride
  - 20" 2002 Novo-China
  - 13" Bell-Chime
  - 15" Rude-Soundedge Hi-Hat

- TAMA Iron Cobra Bass Pedals (x2)

Dave Lombardo spielt laut eigener Aussage bevorzugt Doublebass mit zwei separaten Bassdrums. Trigger benutzt er dabei selten. Die Beater der Fußmaschinen stellt er so ein, dass diese sich bei einer hohen Spannung der Bassdrum-Schlagfelle recht weit vom Fell entfernt befinden, um einen geeigneten Rebound zu erzeugen.